# Henry Reeve (General)
Henry Reeve (* 4. April 1850 in New York City; † 4. August 1876 in der Provinz Matanzas) war ein US-amerikanisch-stämmiger, kubanischer Freiheitskämpfer und Brigadegeneral während des Zehnjährigen Krieges (1868–1878).

## Leben
Reeve wurde im New Yorker Stadtteil Brooklyn als Sohn von Alexander Reeve und Maddie Carroll geboren. In seiner Jugend diente er während des Amerikanischen Bürgerkrieges im Unionsheer.
Als er auf den kubanischen Freiheitskrieg aufmerksam wurde, der 1868 von Carlos Manuel de Céspedes eingeleitet wurde, meldete er sich umgehend freiwillig. Er landete am 13. Mai 1869 an Bord des Schiffes Perrit als Teil eines Expeditionskorps in Kuba. Die Mannschaft wurde beim Entladen von der spanischen Armee aus einem Hinterhalt überfallen und Reeve zusammen mit vielen anderen gefangen genommen. Ein spanisches Exekutionskommando erschoss die Gruppe und ließ sie unbegraben und vermeintlich tot zurück. Reeve wurde verwundet, hatte aber genug Kraft, um sich davonzuschleichen, und wurde von Einheiten der kubanischen Armee gefunden und aufgenommen.
Reeve wurde als „Enrique – El Americano“ bekannt und von General Ignacio Agramonte „El Inglesito“ („der kleine Engländer“) genannt. Er diente mit Auszeichnung; zunächst unter Agramonte und anschließend unter General Máximo Gómez.
Unter Agramonte beteiligte er sich an zahlreichen Kommandoaktionen, einschließlich der Rettung von Brigadier Julio Sanguily im Jahr 1871, als Agramonte, Reeve und 34 Kameraden eine überlegene spanische Streitmacht von 120 Mann besiegten.
Angesichts seiner Verwundungen konnte Reeve nur mehr schlecht laufen und reiten. Reeve beharrte jedoch darauf und konnte mit Hilfe metallischer Klammern laufen, musste aber an seinem Reittier festgeschnallt werden, um reiten zu können.
Unter Gómez’ Kommando beteiligte sich Reeve an der gescheiterten Invasion Westkubas. Die Spanier vernichteten am 4. August 1876 in der Provinz Matanzas seine kleine Eskorte. Reeve konnte nicht flüchten und erschoss sich mit seiner Pistole, bevor er gefangen genommen werden konnte.

## Sonstiges

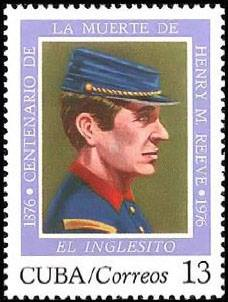
Briefmarke zum 100. Todestag

Henry Reeve wurde 1976 anlässlich seines 100. Todestages von der kubanischen Regierung mit einer Briefmarke geehrt.
2005 schuf Fidel Castro zu seinen Ehren das Henry Reeve International Contingent of Doctors, das auf Katastrophen und schwere Epidemien spezialisiert ist. Im März 2020 wurden Gesundheitshelfer der Henry-Reeve-Brigade von Kuba entsandt, um Italien und weitere Länder bei der Bewältigung der Coronavirus-Pandemie zu unterstützen. In Anlehnung daran wurde im Oktober 2021 in Crema ein Platz nach dieser Organisation benannt.